# Sri-lankische Cricket-Nationalmannschaft in den West Indies in der Saison 1997
Die Tour der sri-lankischen Cricket-Nationalmannschaft in die West Indies in der Saison 1997 fand vom 13. bis zum 24. Juni 1997 statt. Die internationale Cricket-Tour war Bestandteil der Internationalen Cricket-Saison 1997 und umfasste zwei Tests und ein ODI. Die West Indies gewannen beide Serien 1–0.

## Vorgeschichte
Sri Lanka spielte zuvor ein Vier-Nationen-Turnier in Indien, für die West Indies war es die erste Tour der Saison.
Das letzte Aufeinandertreffen der beiden Mannschaften bei einer Tour fand in der Saison 1993/94 in Sri Lanka statt.

## Stadien
Die folgenden Stadien wurden für die Tour als Austragungsort vorgesehen.
| Stadt         | Land                           | Stadion                   | Kapazität | Spiele  |
| ------------- | ------------------------------ | ------------------------- | --------- | ------- |
| Kingstown     | St. Vincent und die Grenadinen | Arnos Vale Stadium        | 18.000    | 2. Test |
| Port of Spain | Trinidad und Tobago            | Queen’s Park Oval         | 25.000    | 1. ODI  |
| St. John’s    | Antigua und Barbuda            | Antigua Recreation Ground | 12.000    | 1. Test |

## Kaderlisten
Die folgenden Kader wurden von den Mannschaften benannt.
| Test | Test | ODI | ODI |
| West Indies | Sri Lanka | West Indies | Sri Lanka |
| --- | --- | --- | --- |
| - Curtly Ambrose - Ian Bishop - Courtney Brown - Sherwin Campbell - Roland Holder - Carl Hooper - Brian Lara - Floyd Reifer - Franklyn Rose - Courtney Walsh - Stuart Williams | - Russel Arnold - Marvan Atapattu - Aravinda de Silva - Sajeewa de Silva - Kumar Dharmasena - Sanath Jayasuriya - Romesh Kaluwitharana - Roshan Mahanama - Muttiah Muralitharan - Ravindra Pushpakumara - Arjuna Ranatunga - Sanjeeva Ranatunga - Hashan Tillakaratne | - Curtly Ambrose - Roland Holder - Carl Hooper - Brian Lara - Junior Murray - Dinanath Ramnarine - Floyd Reifer - Franklyn Rose - Courtney Walsh - Laurie Williams - Stuart Williams | - Marvan Atapattu - Kumar Dharmasena - Aravinda de Silva - Sajeewa de Silva - Sanath Jayasuriya - Romesh Kaluwitharana - Dulip Liyanage - Roshan Mahanama - Muttiah Muralitharan - Arjuna Ranatunga - Hashan Tillakaratne |

## One-Day International in Port of Spain
| 6. Juni Scorecard | Port of Spain | West Indies 283-5 (49/49)       | – | Sri Lanka 248-8 (49/49) |
|                   |               | West Indies gewinnt mit 35 Runs |   |                         |

## Tests

### Erster Test in St. John’s
| 13. – 15. Juni Scorecard | St. John’s | Sri Lanka 223 (68.1) & 152 (35)   | – | West Indies 189 (60.4) & 189-4 (49.2) |
|                          |            | West Indies gewinnt mit 6 Wickets |   |                                       |

### Zweiter Test in Kingstown
| 20. – 24. Juni Scorecard | Kingstown | West Indies 147 (44.4) & 343 (102) | – | Sri Lanka 222 (63.4) & 233-8 (68) |
|                          |           | Remis                              |   |                                   |